# 库尔伯瓦
库尔伯瓦（法語：Courbevoie，法語發音：[kuʁbəvwa] ⓘ），法国中北部城市，法兰西岛大区上塞纳省的一个市镇，隶属于楠泰尔区，其市镇面积为4.17平方公里，2022年1月1日时人口数量为81,945人，是该省人口第五多的市镇，在法国城市中排名第57位。
库尔伯瓦位于上塞纳省东北部，巴黎市中心西北方向8公里处，塞纳河左岸，其市区南部为法国中央商务区拉德芳斯的组成部分。库尔布瓦是巴黎的一个卫星城，通过大区铁路L线直通巴黎市区的圣拉扎尔火车站。

## 地名来源
“库尔伯瓦”一名最初于公元850年以“Curva Via”的形式被记载，该名称来源于拉丁语，意为“弯曲的道路”，指代彼时此地一条较为弯曲的罗马时期遗留下来的道路。
因翻译标准不同，“Courbevoie”在中文环境下有多种译名，包括库伯瓦、库尔布瓦、库尔贝瓦等。

## 历史

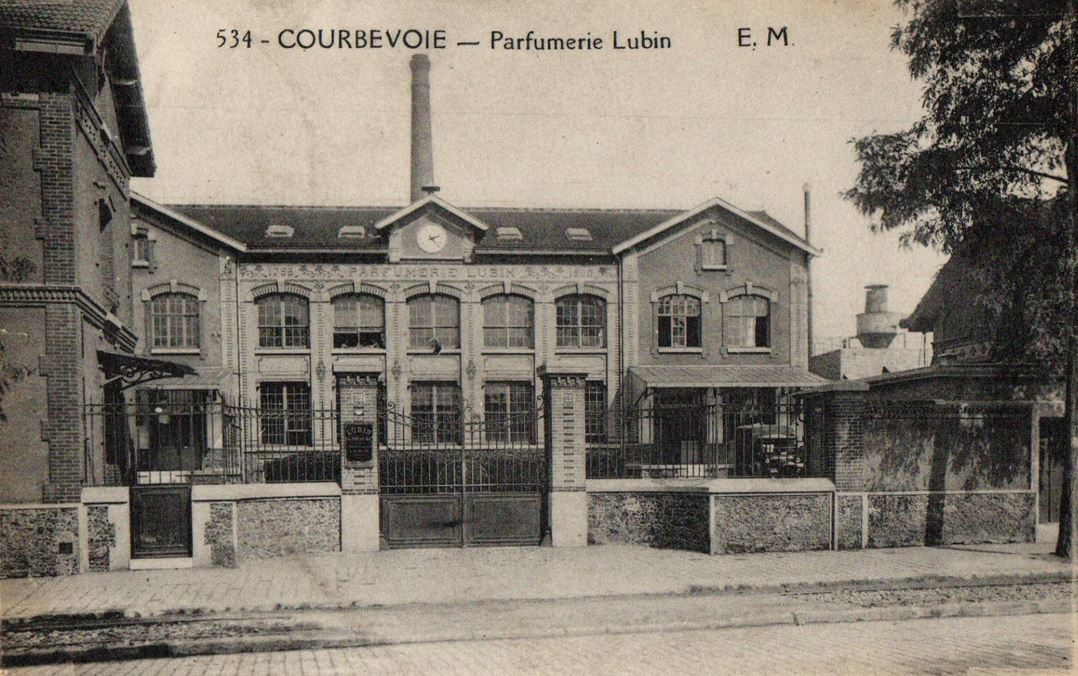
工业革命时期库尔伯瓦境内的一处工厂

公元2世纪左右，一条由古罗马皇帝安敦宁·毕尤主持修建的道路由此经过，但彼时关于这一地区的风貌尚无明确记载，直至公元850年才首次被提及。1603年5月7日，法兰西国王亨利四世、皇后玛丽·德·美第奇及其随从由圣日耳曼昂莱返回巴黎，在库尔伯瓦渡口遭遇沉船事故，所幸无人员伤亡。此后，亨利四世派遣叙利公爵主持修建了横跨库尔伯瓦的桥梁，该桥于1611年建成，在1766年的洪水中被摧毁。18世纪时，随着塞纳河航运的兴起，库尔伯瓦逐渐成为一座码头商业集镇。路易十五于1754年主持在库尔伯瓦修建了沙拉营地，用以安置曾帮助法兰西军队的瑞士雇佣兵团。法国大革命后，库尔伯瓦成为塞纳省一个市镇。1829年，库尔伯瓦被设立为一个县治。19世纪中期，随着铁路的建成，库尔伯瓦成为巴黎西北部的一个重要卫星城，当地人口数量于1861年首次破万。两次世界大战期间，库尔伯瓦均遭到了较为严重的破坏，其中以美国为首的联军于1943年12月31日对活动于库尔伯瓦的纳粹阵营进行了大规模轰炸，使得库尔伯瓦市区大批建筑受损。二战后，库尔伯瓦市区的南部区域被规划为拉德芳斯商务区的一部分，库尔伯瓦境内出现了大批现代居民区，人口数量快速增加。1963年，沙拉营地主楼以外的建筑被拆除，原址被开辟为贝孔公园。1968年，库尔伯瓦被划入新成立了上塞纳省。

## 地理

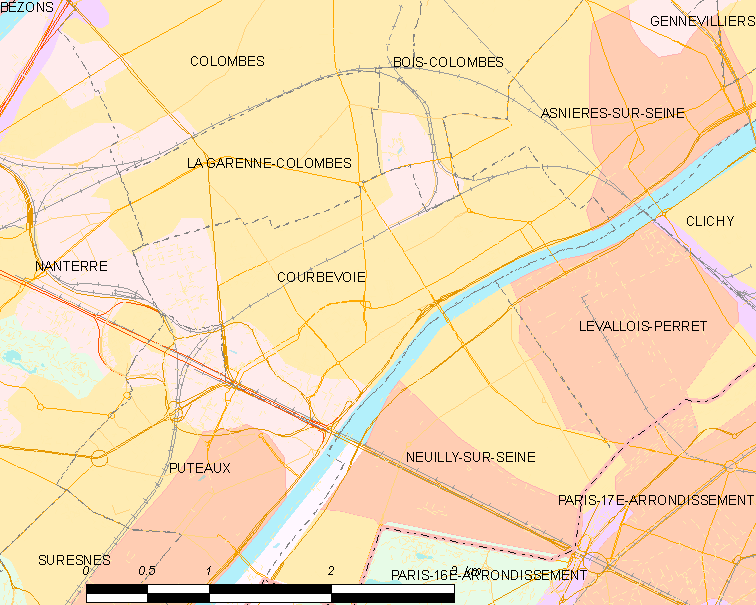
库尔伯瓦市镇范围地图

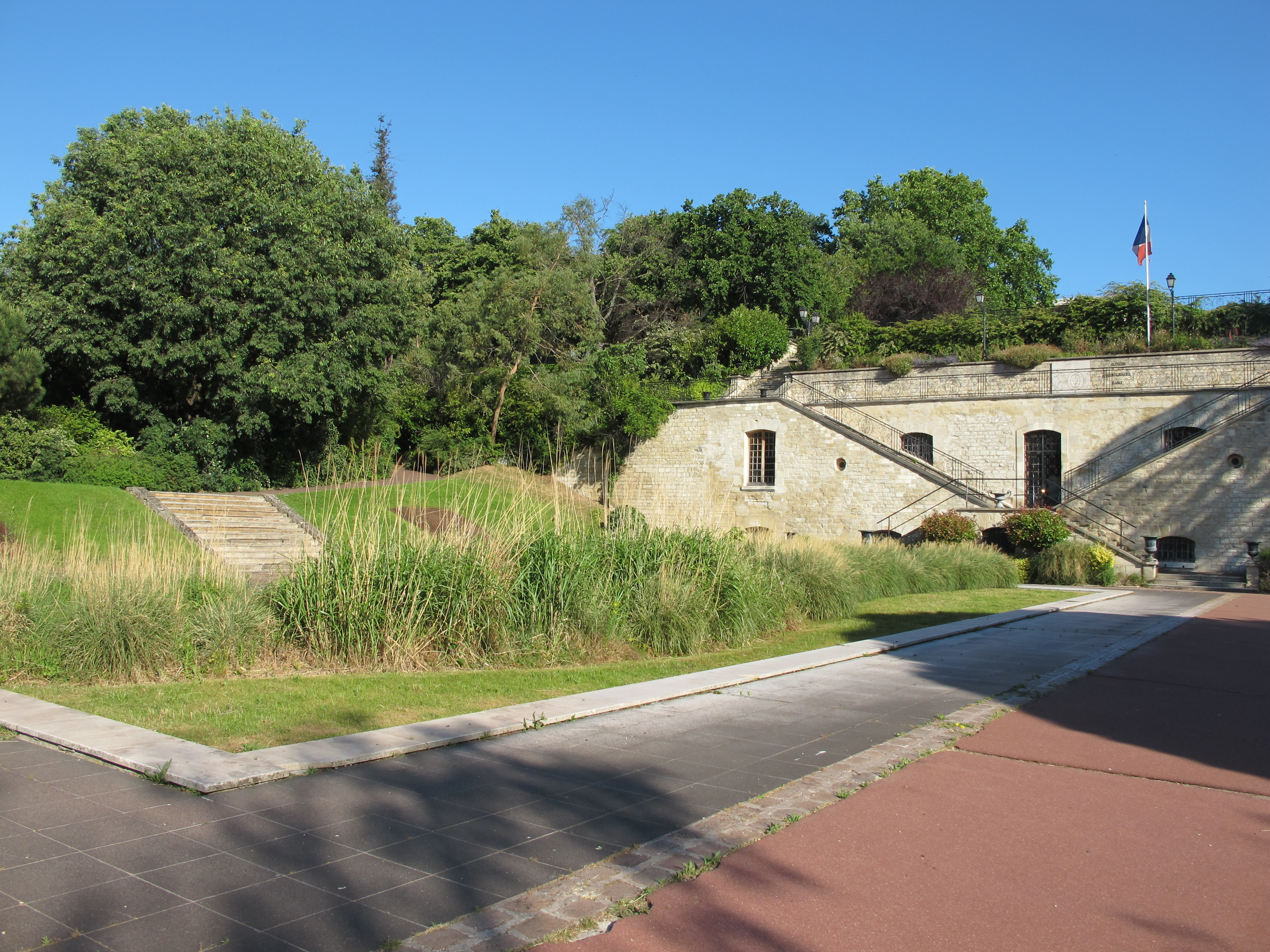
贝孔公园

库尔伯瓦位于法国中北部，法兰西岛大区中北部和上塞纳省东北部，距离省会楠泰尔大约4公里。与库尔伯瓦接壤的市镇包括：塞纳河畔阿涅尔、勒瓦卢瓦-佩雷、塞纳河畔讷伊、皮托、楠泰尔、拉加雷讷科隆布、布瓦科隆布。

### 地形
库尔伯瓦位于塞纳河左岸的一处坡地上，地势自塞纳河畔向西侧略有抬升，全境海拔在25到56米之间。

### 水文
塞纳河干流自西南向东北流经境内东部。

### 植被
库尔伯瓦属于温带阔叶混交林区，市区内的主要绿地公园包括贝孔公园、狄德罗公园（Parc Diderot）、市政厅广场（Square de l'Hôtel de Ville）等，均常年免费向公众开放。
在鲜花城市的评比中，库尔伯瓦被评为4星级（最高级）鲜花城市。

### 气候
库尔伯瓦在柯本气候分类法中属于温带海洋性气候。
距离库尔伯瓦最近的常年气象站位于科隆布境内，以下为该气象站的数据（其中日照数据取自勒布尔歇）：
| 科隆布1981年－2019年 | 科隆布1981年－2019年 | 科隆布1981年－2019年 | 科隆布1981年－2019年 | 科隆布1981年－2019年 | 科隆布1981年－2019年 | 科隆布1981年－2019年 | 科隆布1981年－2019年 | 科隆布1981年－2019年 | 科隆布1981年－2019年 | 科隆布1981年－2019年 | 科隆布1981年－2019年 | 科隆布1981年－2019年 | 科隆布1981年－2019年 |
| 月份                 | 1月                  | 2月                  | 3月                  | 4月                  | 5月                  | 6月                  | 7月                  | 8月                  | 9月                  | 10月                 | 11月                 | 12月                 | 全年                 |
| -------------------- | -------------------- | -------------------- | -------------------- | -------------------- | -------------------- | -------------------- | -------------------- | -------------------- | -------------------- | -------------------- | -------------------- | -------------------- | -------------------- |
| 历史最高温 °C（°F）  | 16.2 (61.2)          | 21 (70)              | 25.5 (77.9)          | 31.1 (88.0)          | 35 (95)              | 37.9 (100.2)         | 40 (104)             | 40.9 (105.6)         | 34 (93)              | 30.9 (87.6)          | 22 (72)              | 17.5 (63.5)          | 40.9 (105.6)         |
| 平均高温 °C（°F）    | 7.6 (45.7)           | 8.8 (47.8)           | 12.7 (54.9)          | 16.2 (61.2)          | 20.1 (68.2)          | 23.2 (73.8)          | 25.8 (78.4)          | 25.5 (77.9)          | 21.7 (71.1)          | 16.8 (62.2)          | 11.2 (52.2)          | 7.9 (46.2)           | 16.5 (61.7)          |
| 日均气温 °C（°F）    | 5 (41)               | 5.6 (42.1)           | 8.7 (47.7)           | 11.5 (52.7)          | 15.3 (59.5)          | 18.3 (64.9)          | 20.6 (69.1)          | 20.3 (68.5)          | 17 (63)              | 13.1 (55.6)          | 8.3 (46.9)           | 5.5 (41.9)           | 12.4 (54.3)          |
| 平均低温 °C（°F）    | 2.4 (36.3)           | 2.4 (36.3)           | 4.7 (40.5)           | 6.8 (44.2)           | 10.5 (50.9)          | 13.4 (56.1)          | 15.4 (59.7)          | 15.2 (59.4)          | 12.2 (54.0)          | 9.3 (48.7)           | 5.5 (41.9)           | 3.1 (37.6)           | 8.4 (47.1)           |
| 历史最低温 °C（°F）  | −15 (5)              | −12 (10)             | −7 (19)              | −2 (28)              | 1.9 (35.4)           | 5.4 (41.7)           | 9 (48)               | 7.9 (46.2)           | 4.7 (40.5)           | −2.2 (28.0)          | −6.7 (19.9)          | −9.1 (15.6)          | −15 (5)              |
| 平均降水量 mm（）    | 49.6 (1.95)          | 41.4 (1.63)          | 46.9 (1.85)          | 46.9 (1.85)          | 63.7 (2.51)          | 51 (2.0)             | 58.3 (2.30)          | 50.2 (1.98)          | 48 (1.9)             | 61.4 (2.42)          | 48.1 (1.89)          | 57.5 (2.26)          | 623 (24.5)           |
| 月均日照時數         | 62                   | 75.1                 | 125                  | 165.8                | 193.3                | 206.9                | 215.7                | 206.2                | 160.2                | 111.2                | 65.1                 | 50.8                 | 1,637.3              |
| 来源：infoclimat.fr  |                      |                      |                      |                      |                      |                      |                      |                      |                      |                      |                      |                      |                      |

## 行政区划
库尔伯瓦是法国法兰西岛大区上塞纳省的一个市镇，编号为92026。库尔伯瓦隶属于楠泰尔区和上塞纳省第三选区，管理库尔伯瓦第一县和第二县，同时也是大巴黎都会区以及西部巴黎-拉德芳斯公共土地集团的组成部分。
库尔伯瓦市镇被划为四个街区，实行街区自治制度。
法国国家统计与经济研究所（简称）在进行数据统计时，将库尔伯瓦及相邻的另外428个市镇设为巴黎城市核心区（2020年扩充至431个），并将包括核心区在内的周边共1,794个市镇划为巴黎城市区。自2020年起，巴黎城市区被包含1,949个市镇的巴黎城市辐射区代替。此外，还将库尔伯瓦市镇分为了31个“块区”（IRIS），以便于统计人口分布情况。

## 交通

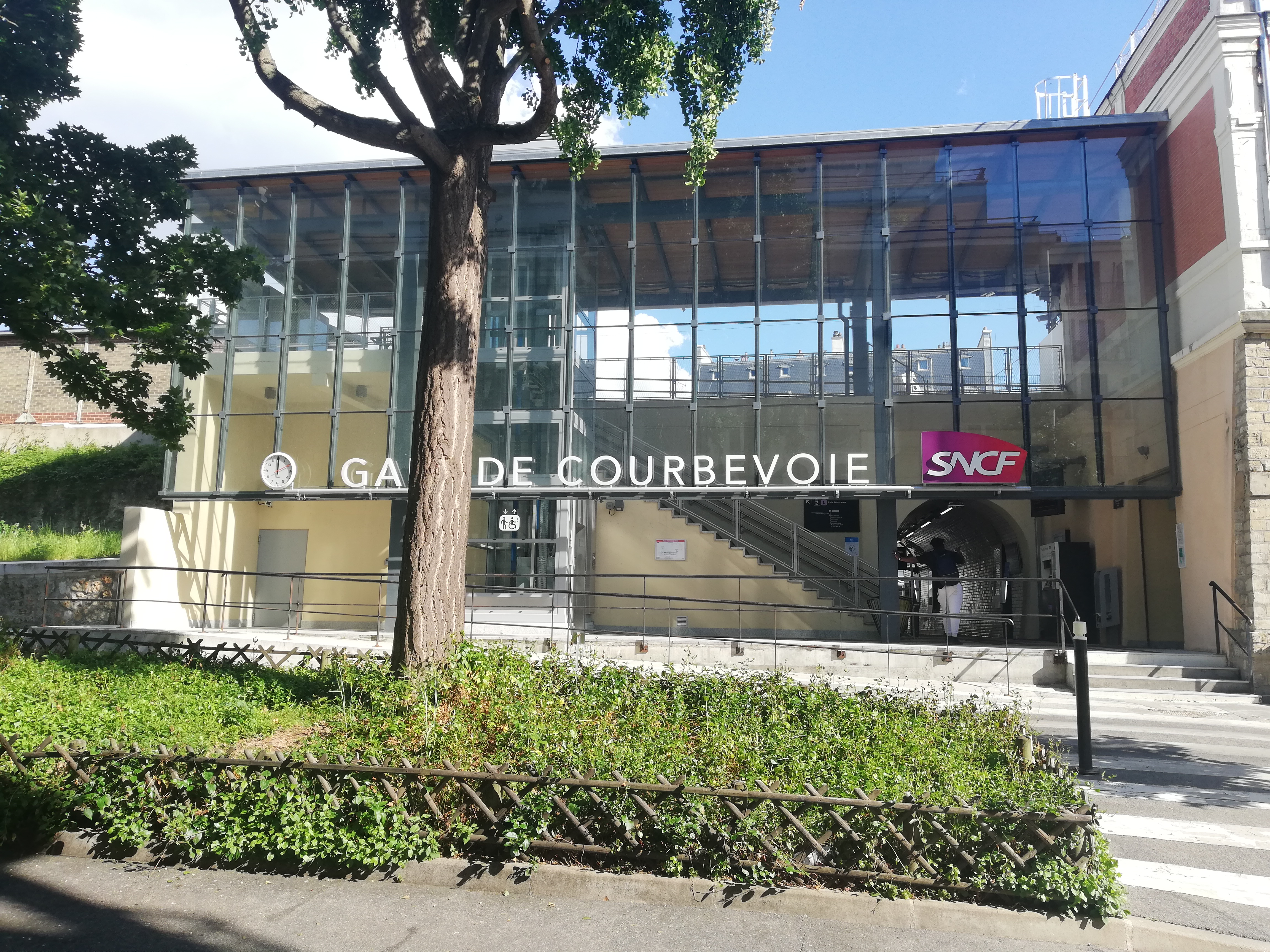
库尔伯瓦火车站

### 公路
库尔伯瓦境内的道路均已完成城市化改造，配有照明、排水等设施。
2018年，49.6%的库尔伯瓦家庭拥有至少一辆私人汽车。2019年，库尔伯瓦境内共发生各类交通事故137起，造成162人受伤。

### 对外交通
距离库尔伯瓦最近的长途汽车站、长途铁路客运车站和民用航空站分别为拉德芳斯汽车站、巴黎圣拉扎尔站和巴黎戴高乐机场，距离库尔伯瓦市中心的公路里程分别约2公里、7公里和35公里。

### 城市公共交通
法兰西岛大区铁路L线、法兰西岛有轨电车2号线以及巴黎公交73路、163路、164路、167路、174路、175路、176路、275路和278路经过库尔布瓦境内。
| 途经库尔布瓦境内的主要公共交通线路 |        | |
| 类型                               | 运营商 | 线路 |
| 城铁                               |        | ：巴黎圣拉扎尔站 ↔ 塞纳河畔阿涅尔站 ↔ 贝孔莱布吕耶尔站 ↔ 库尔伯瓦站 ↔ 拉德芳斯站 ↔ 圣农拉布勒泰什站 ：巴黎圣拉扎尔站 ↔ 塞纳河畔阿涅尔站 ↔ 贝孔莱布吕耶尔站 ↔ 楠泰尔大学站 ↔ 萨特鲁维尔站 ↔ 塞尔吉高地站 |
| 有轨电车                           | RATP   | ：伯宗桥 ↔ 莱福韦勒 ↔ 拱廊城郊街 ↔ 拉德芳斯站 ↔ 伊西-塞纳河谷站 ↔ 凡尔赛门站 |
| 公共汽车                           | RATP   | 73：奥塞博物馆站 ↔ 马约门站 ↔ 甘比大 ↔ 拉德芳斯站 ↔ 拱廊城郊街 ↔ 拉加雷讷科隆布-夏尔堡 163：楠泰尔省府站 ↔ 拉加雷讷科隆布-夏尔堡 ↔ 欧罗巴 ↔ 和平-凡尔登 ↔ 比诺桥 ↔ 尚佩雷门站 ↔ 克利希门 164：尚佩雷门站 ↔ 比诺桥 ↔ 和平-凡尔登 ↔ 欧罗巴 ↔ 科隆布教堂 ↔ 阿让特伊-莫内初级中学 167：勒瓦卢瓦桥站 ↔ 梅尔莫兹广场 ↔ 布瓦科隆布站 ↔ 科隆布站 ↔ 科隆布教堂 ↔ 科隆布-滑冰场-游泳池 174：圣旺站 ↔ 克利希-勒瓦卢瓦站 ↔ 阿纳托尔·法郎士站 ↔ 讷伊桥站 → 甘比大 → 拉德芳斯 175：圣克卢门站 ↔ 叙雷讷桥 ↔ 维克多·雨果 ↔ 库尔伯瓦市政府 ↔ 比诺桥 ↔ 梅尔莫兹广场 ↔ 地铁加布里耶勒·佩里站 176：讷伊桥 ↔ 维克多·雨果 ↔ 城铁库尔伯瓦站 ↔ 拉加雷讷科隆布-夏尔堡 ↔ 科隆布教堂 ↔ 小热讷维利耶 275：拉德芳斯 ↔ 库尔伯瓦市政府 ↔ 和平-凡尔登 ↔ 梅尔莫兹广场 ↔ 勒瓦卢瓦桥 278：拉德芳斯 ↔ 库尔伯瓦市政府 ↔ 和平-凡尔登 ↔ 欧罗巴 ↔ 欧石楠 |
| 公共汽车                           | (N)    | N24：巴黎-沙特雷 ↔ 甘比大/伽利略 ↔ 萨特鲁维尔 N152：巴黎圣拉扎尔站 ↔ 欧罗巴 ↔ 塞尔吉高地站 |
| 1.                                 |        | |

## 政治
库尔伯瓦的现任市长为雅克·科索夫斯基先生，他是共和党的一名成员，在2020年的市政选举中获得了55.76%的支持率。
在2017年的法国总统大选中，法国第25任总统埃马纽埃尔·马克龙在库尔伯瓦获得了85.88%的支持率。
| 库尔伯瓦历届市长 |                                   |                                            |
| 任期             | 市长                              | 党派                                       |
| 1944年－1947年   | Gabriel Roche 加布里埃尔·罗什     | SFIO工人国际法国支部                       |
| 1947年－1955年   | Marius Guerre 马里尤斯·盖尔       | RPF法国人民联盟                            |
| 1955年－1959年   | Gabriel Roche 加布里埃尔·罗什     | SFIO工人国际法国支部                       |
| 1959年－1995年   | Charles Deprez 夏尔·德普雷兹      | RI独立激进党 →UDF法国民主联盟              |

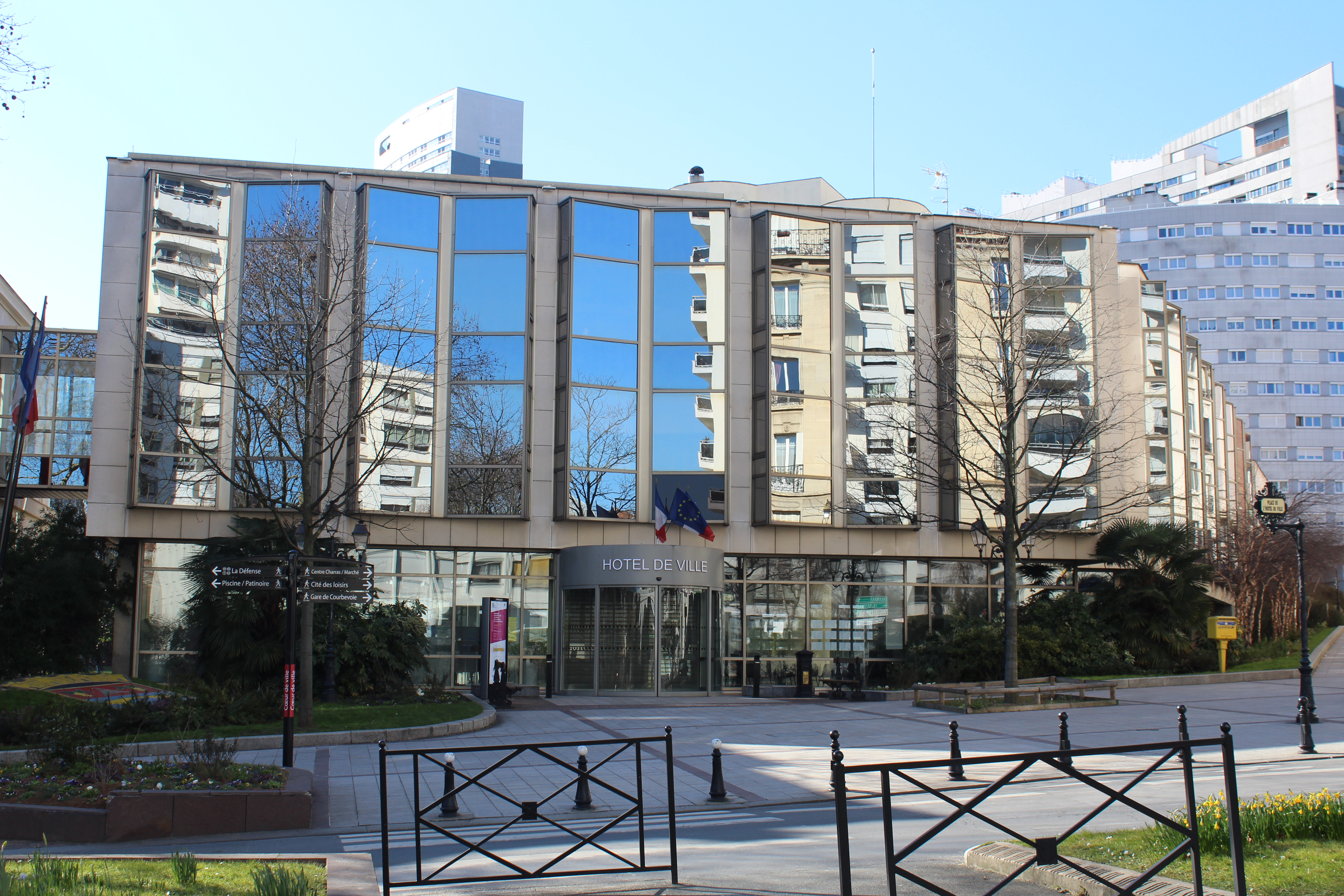
库尔伯瓦市政厅

| 1995年－         | Jacques Kossowski 雅克·科索夫斯基 | RPR保衛共和聯盟 →UMP人民运动联盟 →LR共和黨 |

## 人口
2018年，库尔伯瓦市镇人口数量为82,198，在法国排名第57位。其中男性38,959人，女性43,239人，75岁及以上人口占5.7%，外籍人口数量为22,580人，人口密度为19,712人/平方公里，当地居民被称为（男性）或（女性）。2019年，库尔伯瓦境内出生1,202人，死亡人口463人。
| 年份   | 1936   | 1946   | 1954   | 1962   | 1968   | 1975   | 1982   | 1990   | 1999   | 2006   | 2011   | 2016   | 2018   |
| ------ | ------ | ------ | ------ | ------ | ------ | ------ | ------ | ------ | ------ | ------ | ------ | ------ | ------ |
| 人口數 | 58,638 | 55,080 | 59,730 | 59,491 | 58,118 | 54,488 | 59,830 | 65,389 | 69,694 | 84,415 | 88,530 | 81,720 | 82,198 |

## 经济

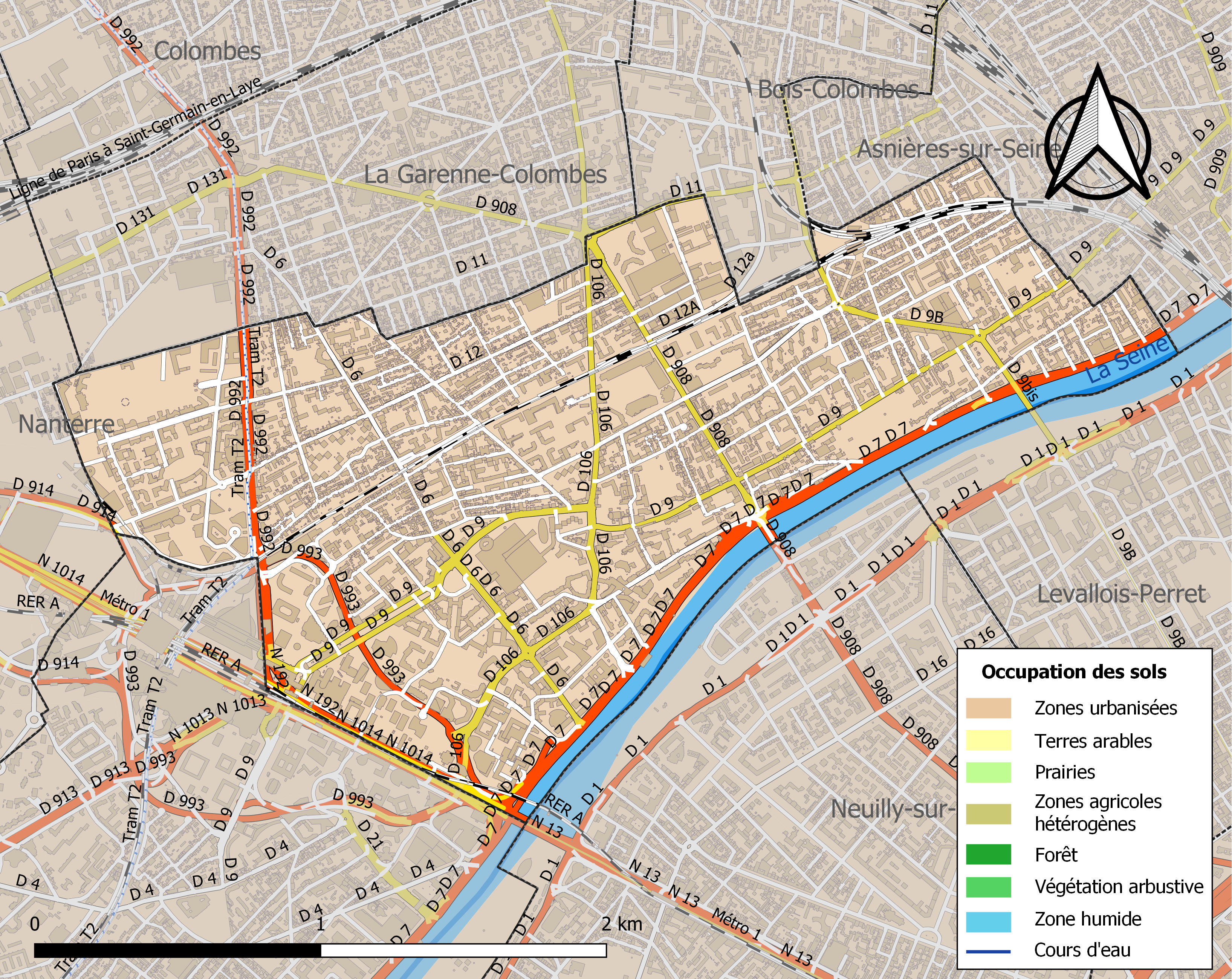
库尔伯瓦土地利用情况地图

库尔布瓦及其所在的上塞纳省中北部地区是法国重要的企业园区，以拉德芳斯为代表的中央商务区集中了大批跨国企业。截止2021年10月，库尔伯瓦共有各类用人单位（包含自雇）18,230家，平均历史为13年，其中86.57%为中小型企业（PME）。（能源）、（房地产）及（医药）是当地2019年营业额最高的三个企业，分别为19,484,310,100欧元、4,789,062,343欧元和3,767,442,822欧元。

## 财政收入
2019年，库尔伯瓦的财政收入总额为190,253,000欧元，财政支出总额为174,310,000欧元，当年的债务总额为135,203,000欧元。2021年，库尔伯瓦未获得国家直接财政补助。
2019年，库尔伯瓦的人均月收入总额为3,862欧元，其中高级职员为4,868欧元，高于法国平均水平（4,230欧元）；中级职员为2,821欧元，高于法国平均水平（2,411欧元）；普通职员为2,050欧元，亦高于法国平均水平（1,740欧元）。
2018年，库尔伯瓦境内的青壮年（15至64岁）失业率为8.8%，当地72.4%的家庭拥有纳税资格，平均纳税7,545欧元，高于法国平均水平（3,888欧元）。

## 社会事务

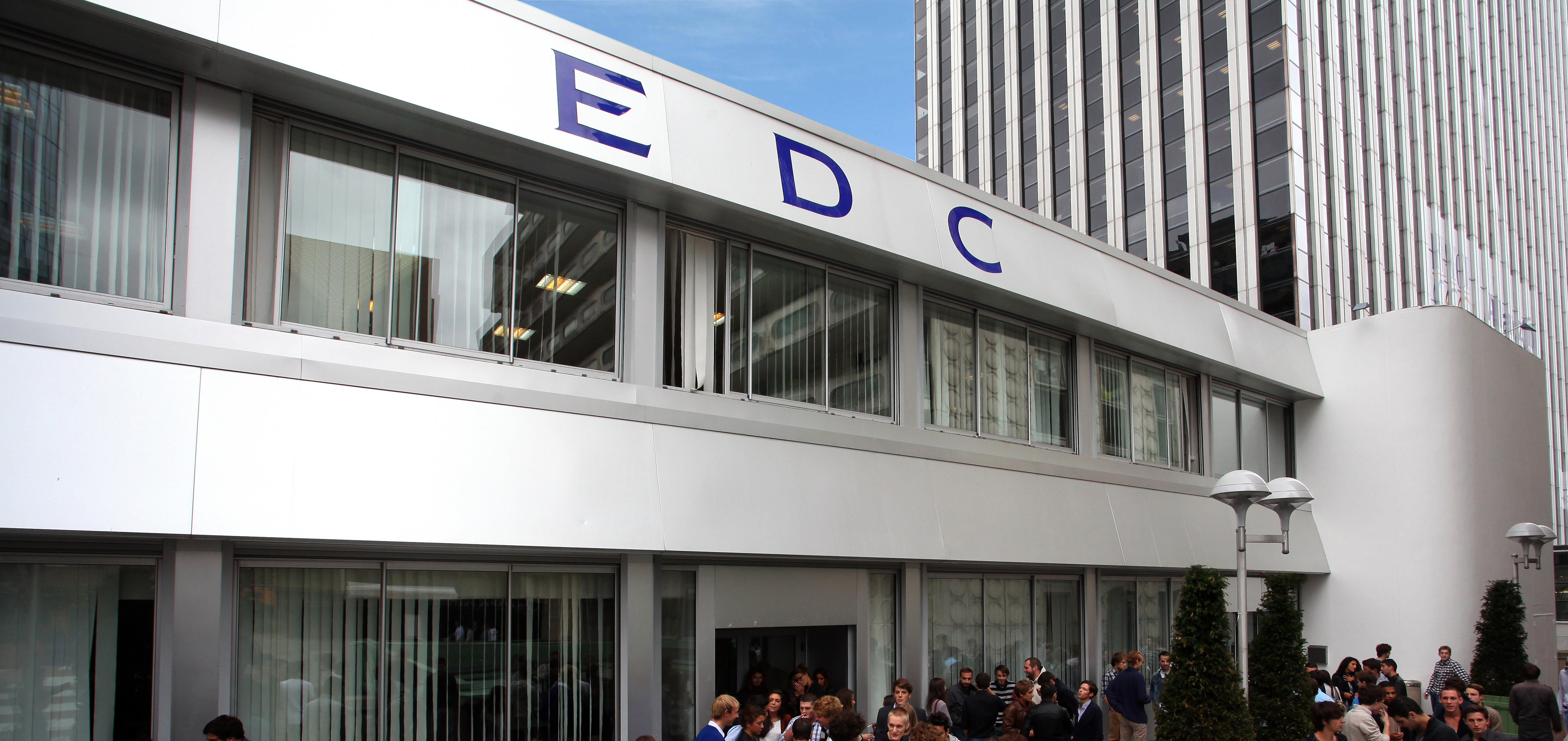
位于库尔伯瓦境内的巴黎商业学校

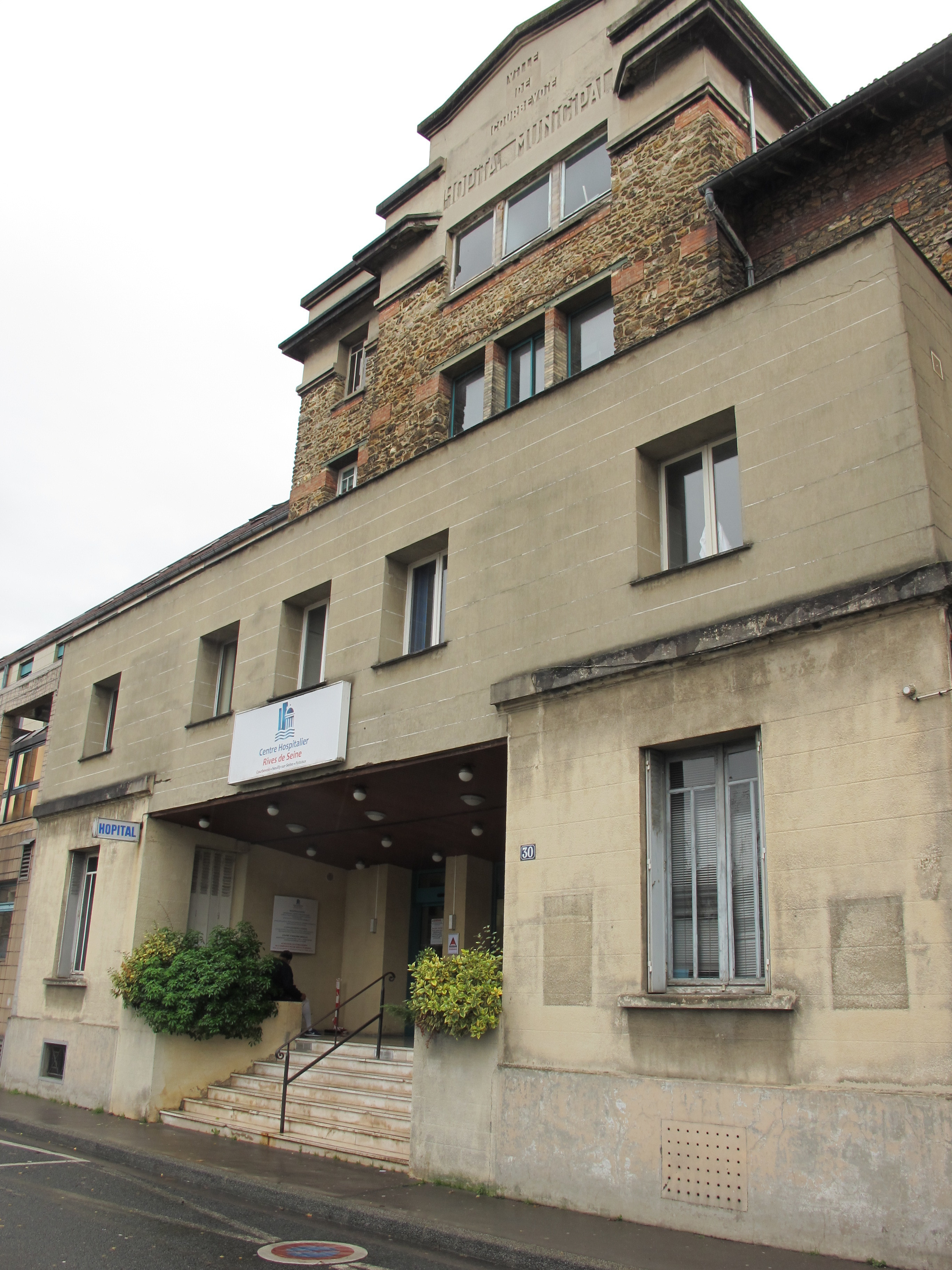
塞纳河岸中心医院库尔伯瓦病区

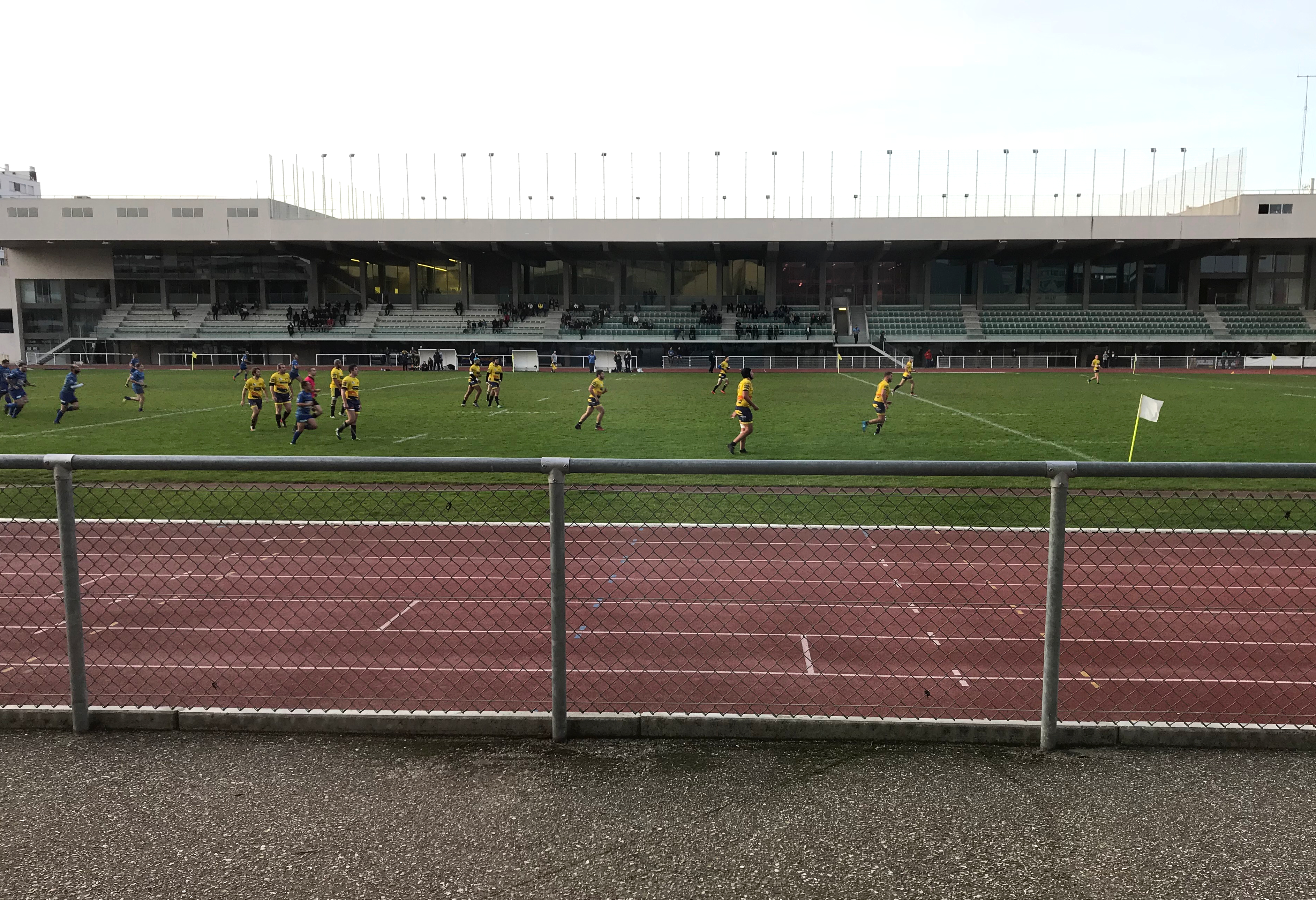
比赛中的库尔伯瓦足球体育俱乐部

### 教育
库尔伯瓦属于凡尔赛学区。截止2020年1月1日，库尔伯瓦境内共有23所幼儿园、18所小学、9所初级中学、4所普通高中和1所职业高中。2018至2019学年度，库尔伯瓦境内共有在校中等教育阶段学生6,354名。
在高等教育方面，库尔伯瓦市区西部建有达芬奇大学城，其园区内建有达芬奇学院、达芬奇商业管理学校、达芬奇高等工程师学校、巴黎商业学校以及巴黎第九大学和巴黎第十大学的部分学院。

### 医疗
截止2020年1月1日，库尔伯瓦境内共有全科医生59名、保健师115名、牙医87名、护士47名、耳科医生9名、眼科医生10名、皮肤科医生6名、助产士6名、儿科医生12名和妇科医生9名。境内共有药房23家、养老院6家、残疾人帮扶中心1家。
库尔伯瓦是“塞纳河岸中心医院”（Centre Hospitalier Rives de Seine）的服务范围，后者是法国的一个区域性医疗机构，其主病区位于塞纳河畔讷伊市区，在库尔布瓦设有一处含有250个床位的病区，是当地规模最大的公立综合性医院。

### 住房
2018年，库尔伯瓦境内共有各类住房48,075套，其中2.9%为独立式居民区，95.9%为集中式居民区。常住房屋占库尔伯瓦市镇范围内居民建筑总量的81.4%。
在住房保障政策方面，2020年，库尔伯瓦境内共有5,129户家庭获得了住房经济补助，受益人数占总人口数量的6.2%，其中5,067份为房租补助。

### 商业
2019年，库尔伯瓦境内共有各类实体商铺1,683家，其中餐厅311家、大型超市23家、杂货店28家、面包房40家、肉铺22家、书店14家、装饰品店1家、银行门店62家、美容美发店65家、汽车维修店51家。市区南部的拉德芳斯商务区内建有“四季商业城”，后者是法国规模最大的集中式商业购物中心。

### 体育
2020年，库尔伯瓦境内共有2家游泳池、7间体育馆、2座综合体育场、16处网球场、3处足球或橄榄球场以及7处篮球或排球场。
截至2021年10月，库尔伯瓦境内共有五支注册足球俱乐部，其中库尔伯瓦足球体育俱乐部（Courbevoie Sports Football）是当地的代表性足球队，2021至2022赛季参加法兰西岛大区足球联赛。

### 环境
库尔伯瓦的环境事务由其所属的公共社区负责。2019年，库尔伯瓦境内暂无污染企业。

### 治安
2019年，库尔伯瓦市镇范围内有1处派出所。
2014年，库尔伯瓦及附近地区共发生各类案件3,651起，其中盗窃类案件2,359起，经济类案件566起，毒品交易类案件85起。

## 文化
2020年，库尔伯瓦境内共有1家剧场、2家电影院、2家博物馆和1家音乐厅。库尔伯瓦市政府提供多媒体中心，向公众全年开放。

### 建筑
库尔伯瓦境内有多处法国国家文物保护单位，其中圣伯多禄圣保禄堂、圣穆里思堂等为当地的代表性建筑物。

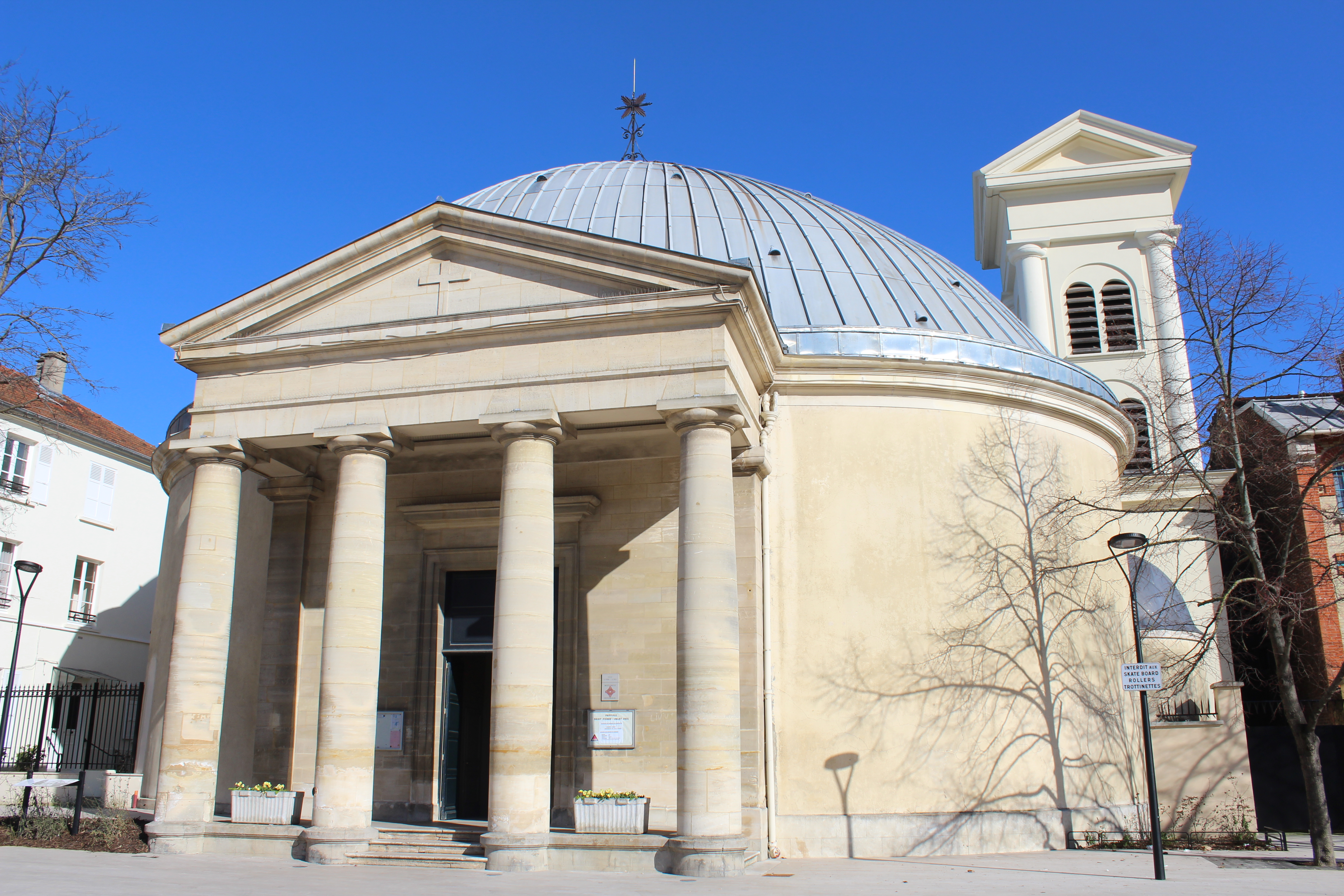
圣伯多禄圣保禄堂
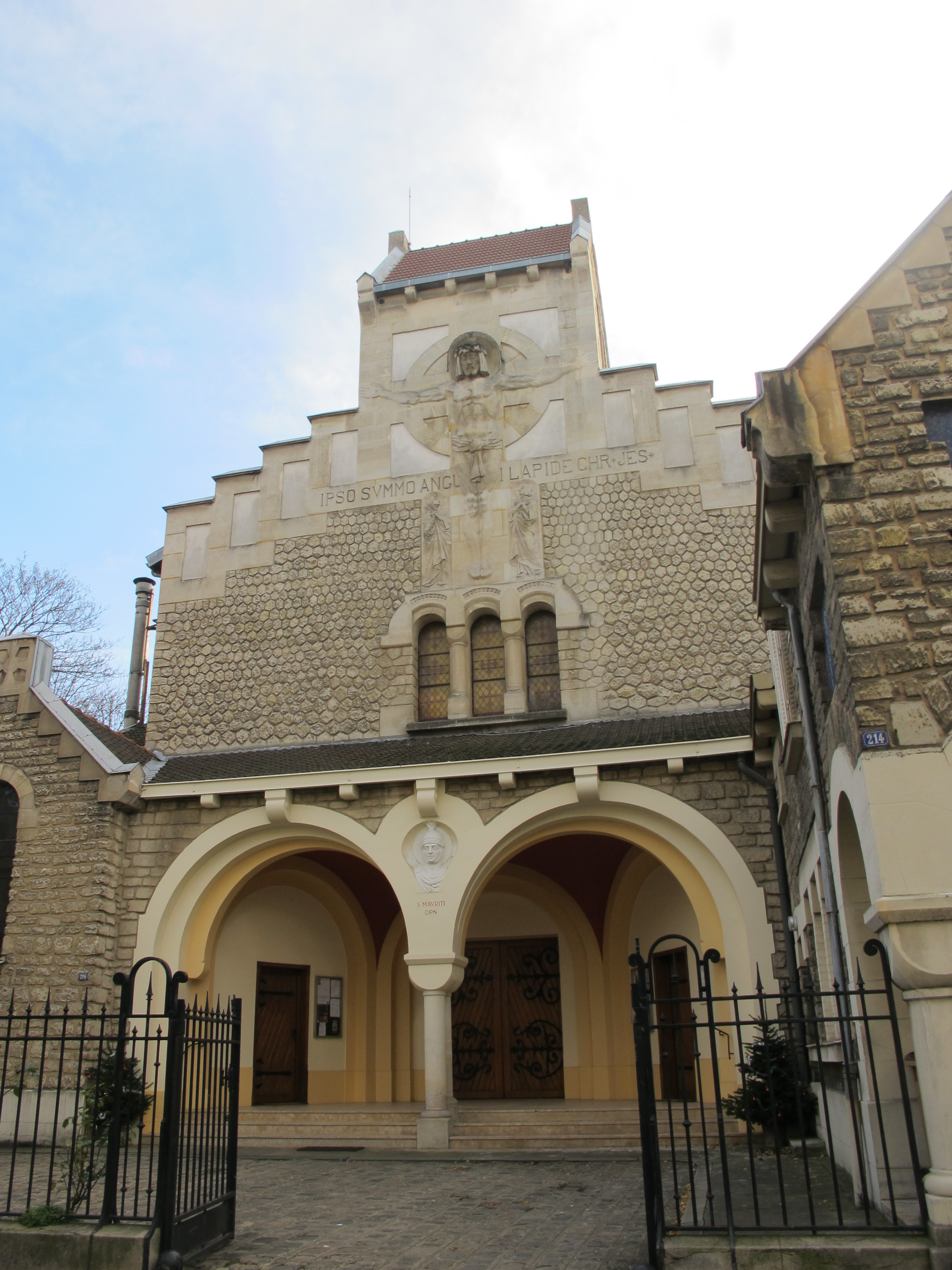
圣穆里思堂
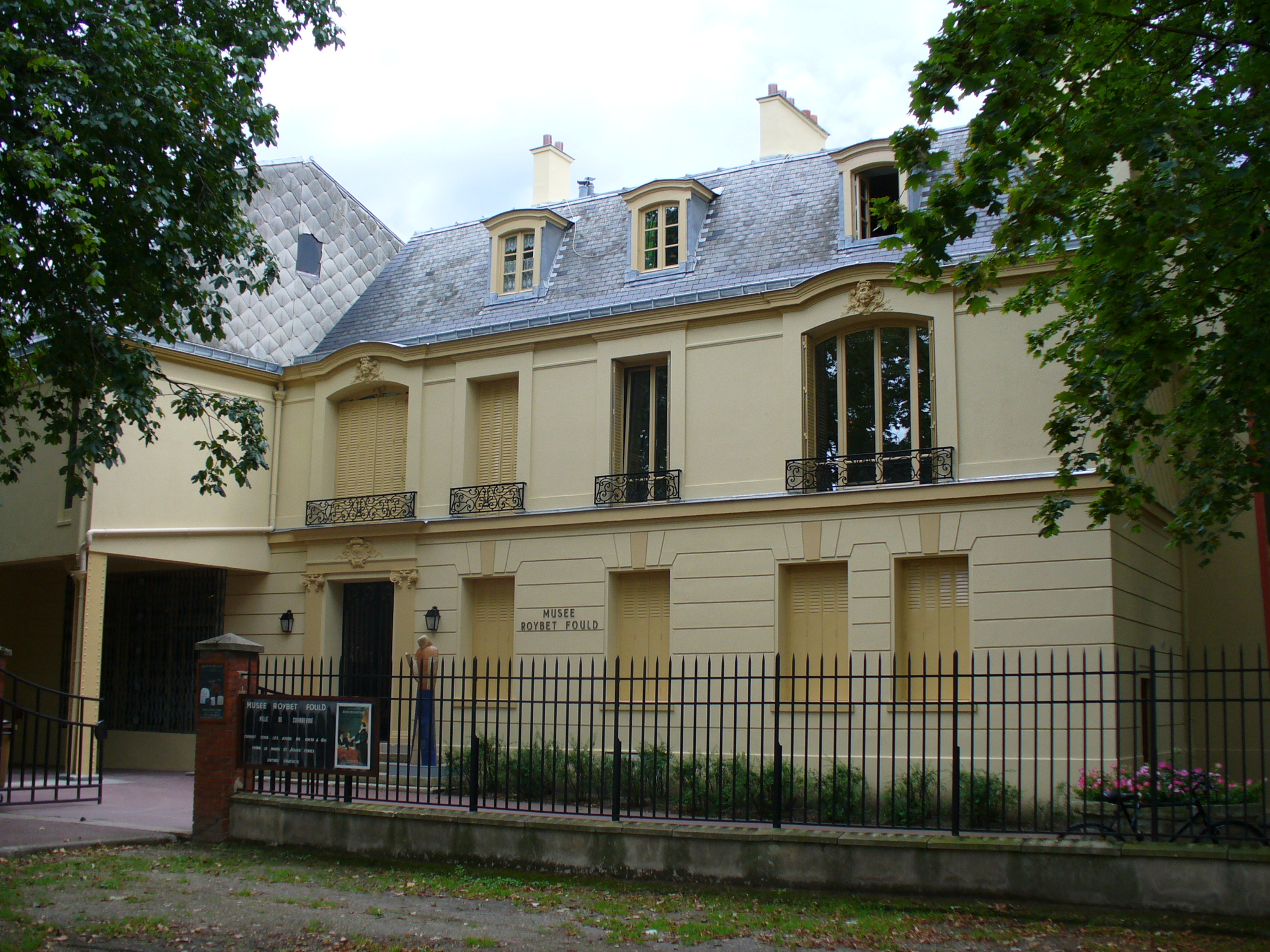
鲁瓦贝·富尔德博物馆
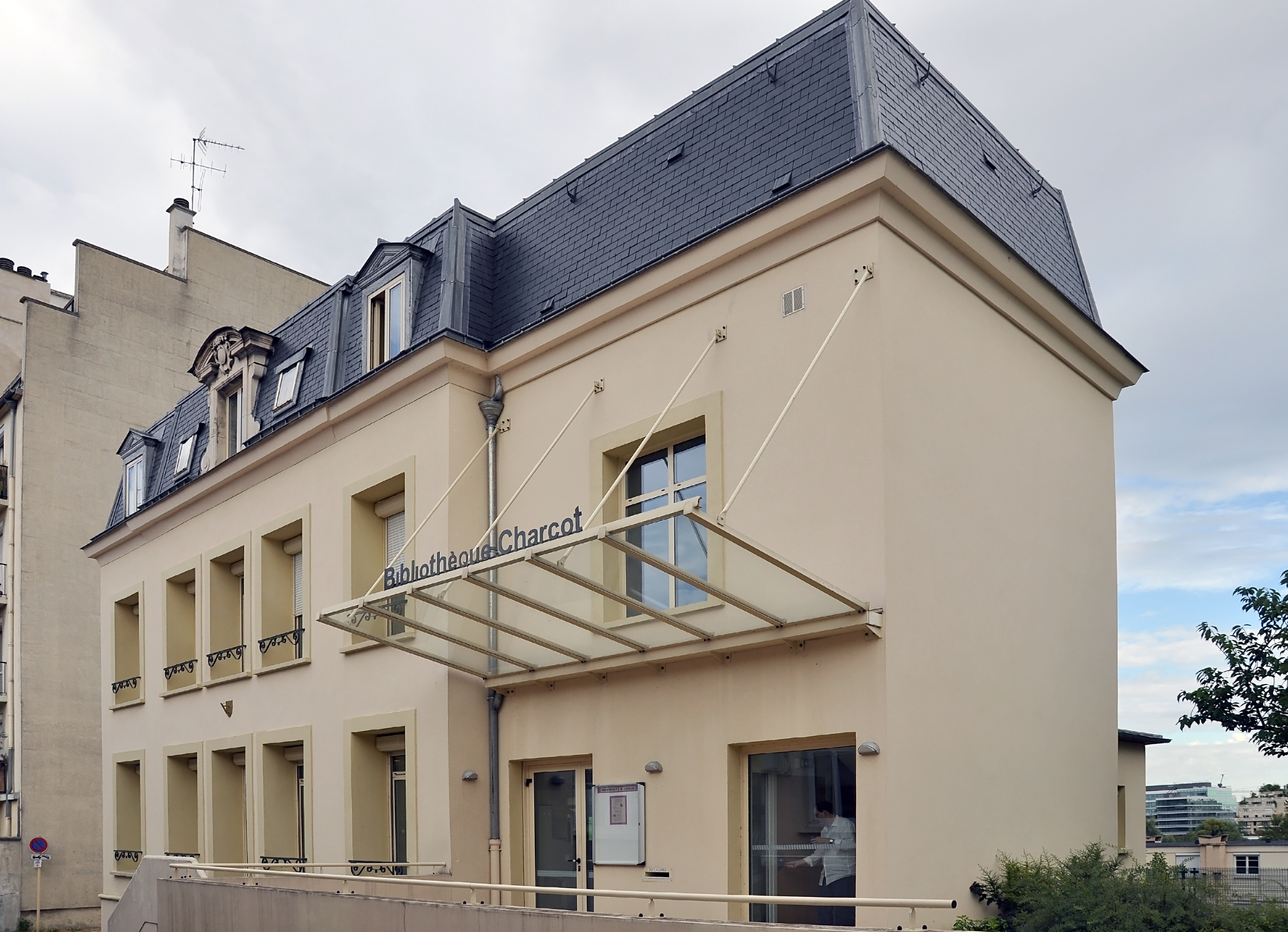
沙尔科图书馆
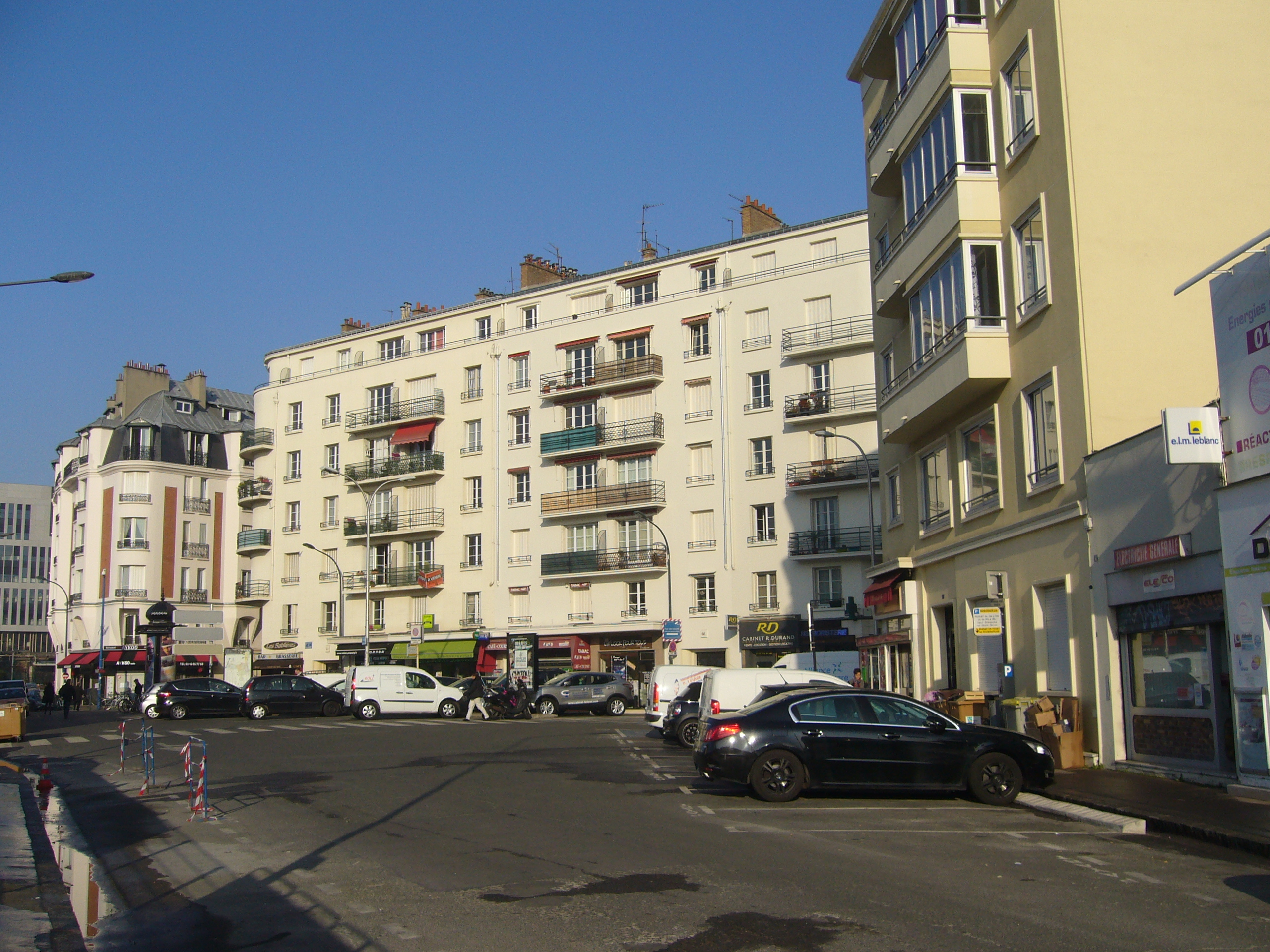
普通居民建筑
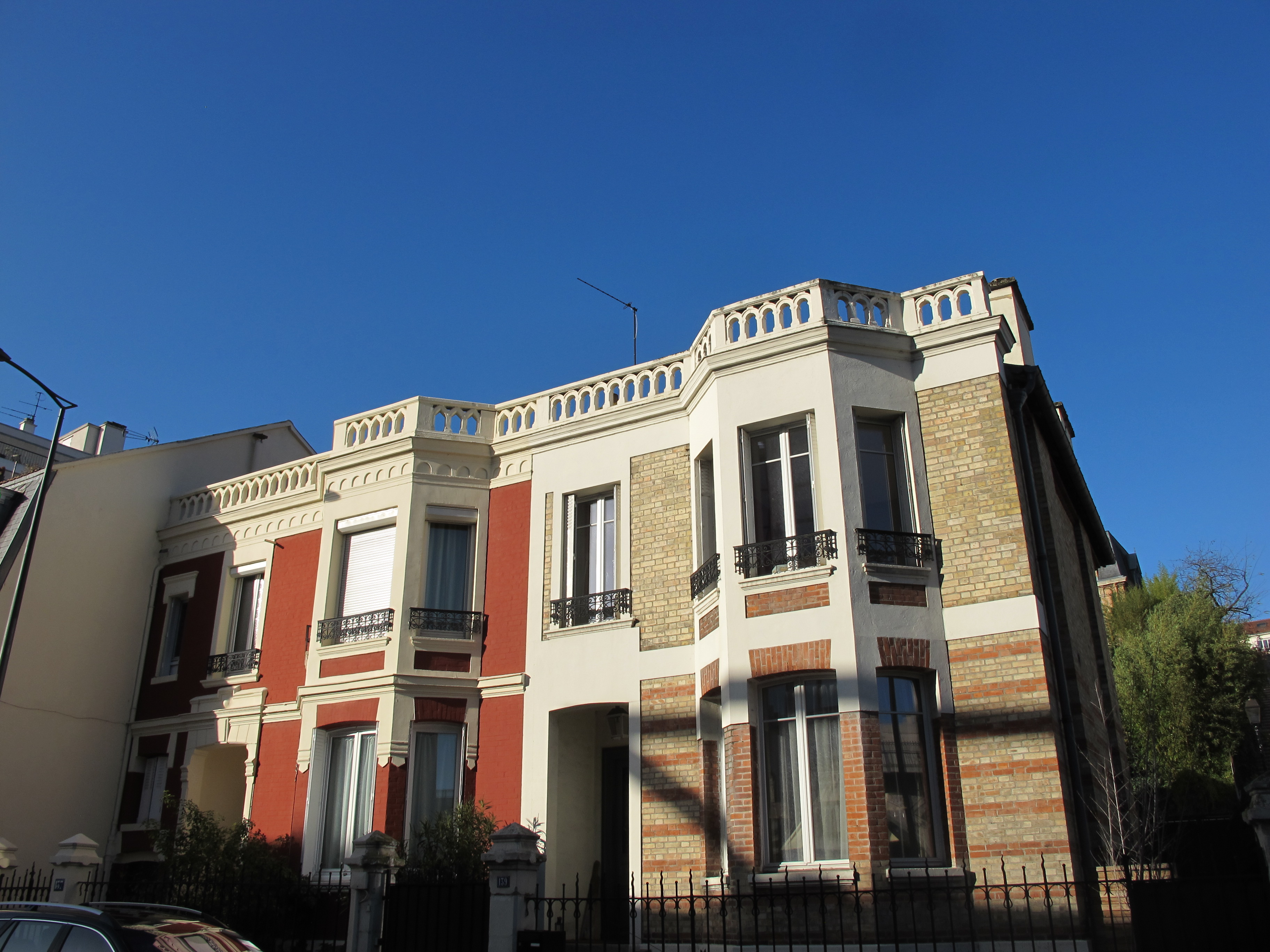
传统居民建筑
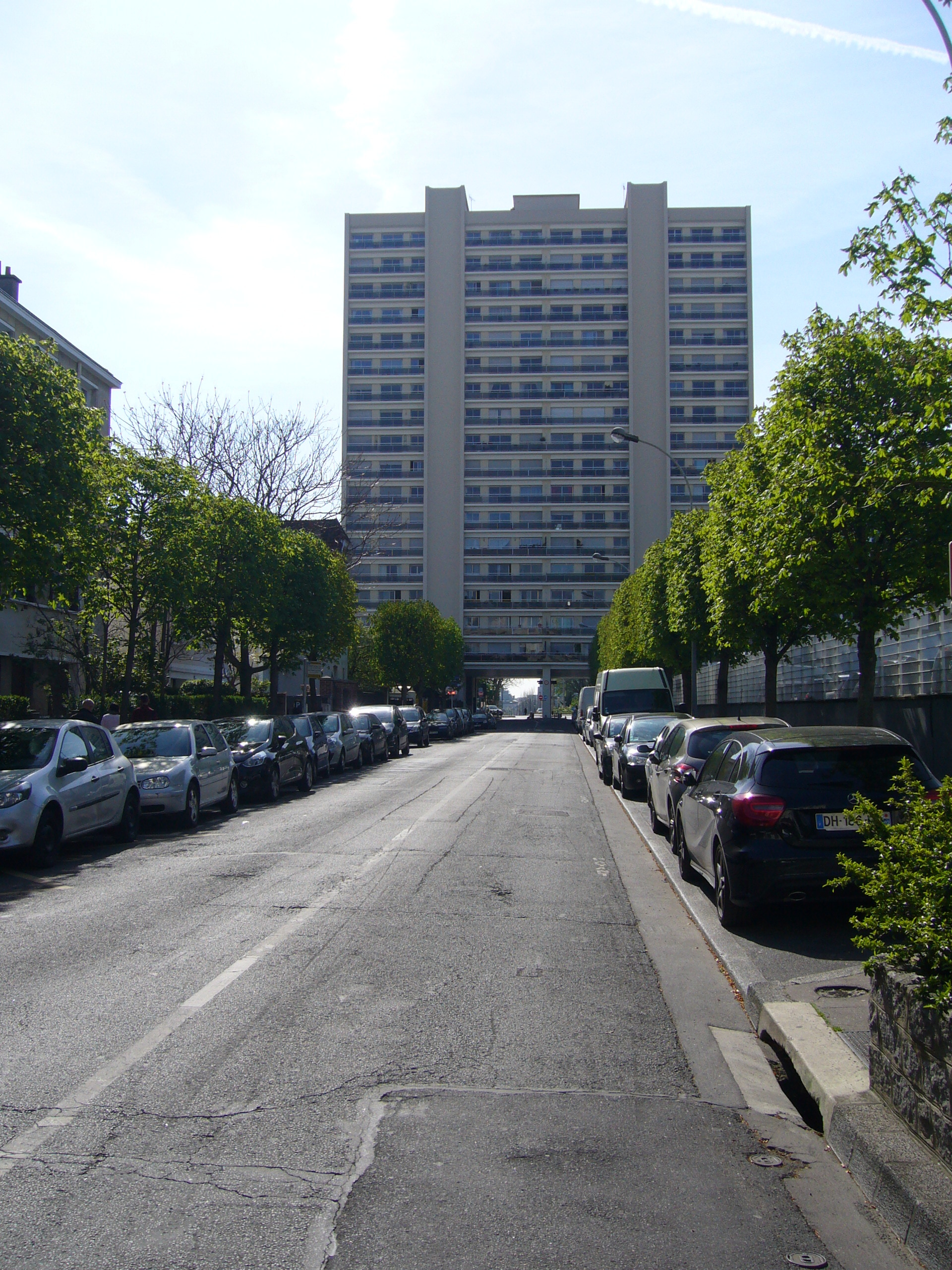
现代居民建筑

### 旅游
库尔伯瓦的旅游事务由其所属的公共社区负责。2021年，库尔伯瓦境内共有12家酒店共计2,285间房间。

### 媒体
法国主要的媒体均可在库尔伯瓦接收，法国电视三台下属的法兰西岛大区频道在部分时段播出库尔伯瓦所属区域的地方新闻。

## 相关人物
法国作家路易-费迪南·塞利纳、自行车手吕西安·舒里、演员路易·德菲内斯和尚-皮耶·達胡桑、女演员阿列蒂、歌手米歇尔·德尔佩什、诗人乔治·兰布尔、足球运动员阿拉丁·叶海亚、纳齐姆·阿克鲁尔和威廉·雷米出生于库尔伯瓦。

## 友好城市
截至2021年9月，库尔伯瓦共与四座城市互为友好城市关系：
- 比利时 福雷
- 英格兰 恩菲爾德區
- 德国 弗罗伊登施塔特
- 黎巴嫩 贝鲁特拜特迈里（阿拉伯语：بيت مري）